# Кустура (Клуж)
Кустура (рум. Custura) — село у повіті Клуж в Румунії. Входить до складу комуни Кешею.
Село розташоване на відстані 358 км на північний захід від Бухареста, 56 км на північ від Клуж-Напоки.

## Населення
За даними перепису населення 2002 року у селі проживали 43 особи, усі — румуни. Усі жителі села рідною мовою назвали румунську.